# Lee Crandall
Lee Saunders Crandall (* 26. Januar 1887 in Sherburne, New York; † 25. Juni 1969 in Bronxville, New York) war ein US-amerikanischer Ornithologe und arbeitete von 1908 zu seinem Tod im Bronx Zoo, zuletzt als Chefkurator.

## Leben und Wirken
Lee Crandall wurde am 26. Januar 1887 als Sohn von Charles Spencer Crandall (1852–1944) und Ada Harwood Crandall (1864–1964) in der Kleinstadt Sherburne im US-Bundesstaat New York geboren und zog mit seiner Familie als Vierjähriger ins rund 60 Kilometer nördlichere Utica. Hier begann er im Alter von etwa 15 Jahren mit der Aufzucht und Zurschaustellung von Sebrights und Cochins. Bereits in jüngeren Jahren begleitete er seinen Vater, der als Arzt mit Pferd und Kutsche zu Patienten fuhr, und sammelte in dieser Zeit Tiere für seinen eigenen Zoo auf dem elterlichen Grundstück. Dem Weg seines Großvaters und Vaters folgend, begann auch Lee Crandall ein Medizinstudium; zu dieser Zeit war die Familie gerade von Utica nach New York City gezogen. Das Studium an der Weill Cornell Medical College, das er 1907 begann, beendete er bereits nach einem Jahr wieder, da er seine Laufbahn doch lieber Tieren widmen wollte. Eine zufällige Unterhaltung mit dem Jahrgangssprecher an seiner Schule, dem Neffen des Schatzmeisters der New York Zoological Society (der heutigen Wildlife Conservation Society), führte zu einem Vorstellungsgespräch bei William T. Hornaday, dem ersten Direktor des New York Zoological Parks, der heute als Bronx Zoo bekannt ist.
Nach erfolgreichem Gespräch wurde Crandall im Juni 1908 als Schüler bzw. Auszubildender (engl. student keeper) aufgenommen; zu seinem anfangs rotierenden Arbeitsbereich gehörten die Säugetiere, die Reptilien und die Vögel. Hauptsächlich war er dabei aber im „Straußenhaus“ und bei den Fasanen in der Voliere tätig. Eng arbeitete er auch mit John Quinn (1870–1936), dem ersten Zoowärter des Zoologischen Gartens, zusammen. Großen Einfluss hatte auch Samuel Stacey, der erste Chefvogelhalter des Zoos, auf ihn. Stacey, dessen Großvater Leibwächter (engl. body sergeant) von Arthur Wellesley, 1. Duke of Wellington in der Schlacht bei Waterloo war, wuchs im Hause des Duke of Wellington, für den sein Vater als Wasserverwalter (engl. water bailiff) tätig war, auf. Von der Herzogin Catherine Pakenham erhielt er seinen ersten jungen Vogel, woraufhin sein weiterer Werdegang über den London Zoo bis zum New York Zoological Parks in der Bronx führte. Von dem schweigsamen und geheimnisvoll wirkenden Stacey erhielt Crandall auch seine erste intensive Grundausbildung in der Ornithologie. Nach einem Treffen mit William Beebe, dem damaligen Kurator der ornithologischen Abteilung, im Spätsommer 1908, erhielt Crandall im Herbst des gleichen Jahres die Stelle als Beebes Assistent und damit seine erste fest bezahlte Stelle ($ 30,00/Monat). Vorausgegangen war die Empfehlung Samuel Staceys. Dies führte auch zu Crandalls kurzzeitigem Studium an der Columbia University, an der er zwischen 1908 und 1909 diverse Kurse besuchte, ehe er im letztgenannten Jahr wieder Vollzeit zum Zoologischen Park zurückkehrte.
An der Universität lernte er unter anderem James Chapin kennen; dieser wurde ein lebenslanger enger Freund Crandalls. Ebenfalls 1909 erschien seine erste Publikation; der Artikel Wild birds bred in captivity in the United States im New York Zoological Society Bulletin, Nummer 2, Seiten 580 bis 583. Noch im gleichen Jahr nahm ihn Beebe zu einer Forschungsreise nach Britisch-Guayana mit; von dieser kam er mit 300 Vögeln aus 50 Arten zurück. Beebe berichtete später, dass sein Assistent auf der dortigen Reise von einem Raubfisch gebissen wurde und mit einer großen Schlage aus der Gattung der Buschmeister gekämpft habe. Eines Tages soll er auch mit jeweils einem Vogel in jeder Hand und einem Vogel im Mund angekommen sein. Im Jahre 1910 heiratete Crandall Celia Mary Dowd, mit der er bis zu seinem Tod verheiratet war. Ebenso 1910 wurde er ein außerordentliches Mitglied der American Ornithologists’ Union; 1930 wurde er zu seinem ordentlichen Mitglied und 1951 wurde er zum Fellow der Organisation. Weitere Persönlichkeiten, mit denen Crandall, eng zusammenarbeitete, waren unter anderem der Präsident Henry Fairfield Osborn, sowie der Kurator der Reptilienabteilung, Raymond Ditmars. Im Jahre 1912 kehrte er von einer Reise aus Europa zurück, wo er zuvor diverse zoologische Einrichtungen und Tierhändler besucht hatte und eine große Sammlung an Tieren in die Vereinigten Staaten mitbrachte. Darunter waren die vermutlich ersten weißen Kanarienvögel und blauen Wellensittiche, die jemals in die Vereinigten Staaten gebracht wurden.
1914 nahm er an einer Expedition nach Costa Rica teil und wurde hierbei von seinem eigenen Assistenten T. Donald Carter (1893–1972) begleitet. Carter wurde später Assistenzkurator der Säugetiere im American Museum of Natural History. Nach sechs Wochen Feldforschung kehrten die beiden mit über 300 lebenden Säugetieren, Vögeln, Reptilien, Amphibien, Fischen und Insekten in ihre Heimat zurück. Im Jahre 1919 übernahm Crandall von Beebe das Kuratorium der ornithologischen Abteilung, Beebe selbst wurde daraufhin ehrenamtlicher Kurator dieser Abteilung und unterstützte Crandall in jeglichen Belangen. Seine bisherigen Expeditionen in den Schatten stellte Crandalls Reise ins Landesinnere Neuguineas, damals als Territorium Neuguinea bereits ein Teil Australiens, im Jahre 1928. Er verließ New York am 9. August 1928 und kehrte am 21. März 1929 mit 40 Paradiesvögel sowie rund 200 anderen exotischen Vögeln und zahlreichen Säugern in sein Heimatland zurück. In Begleitung von J. E. Ward, einem australischen Naturforscher und Filmschaffenden, sowie zahlreichen einheimischen Gepäckträgern, drang er in das Owen-Stanley-Gebirge vor und fing dort neun verschiedene Arten von Paradiesvögeln. Auf der Rückreise erlitt die Gesellschaft Schiffbruch auf einem Korallenriff zwischen Port Moseby und Sydney; nachdem der Großteil der Besatzung das Schiff binnen kürzester Zeit verließ, verblieb Crandall mit der kostbaren Fracht auf dem Schiff und wurde erst nach sechs Tagen von dem im Sturm gekenterten Schiff gerettet. Bei der 44-tägigen Rückreise nach New York brachte er alle Lebewesen durch und hatte keine Verluste zu vermelden. Die von ihm nach New York gebrachten Paradiesvögel, die sich hier gut eingewöhnten, waren in weiterer Folge ein großer Teil Crandalls Arbeiten und Schriftstücke, die er hauptsächlich in der Zoologica veröffentlichte.
1943 wurde Crandall zum Chefkurator des Zoos ernannt und hatte fortan das Kuratorium aller Tiere über. 1952 ging der bis zu seinem Tod für sein außergewöhnliches Gedächtnis bekannte Crandall 65-jährig in den Ruhestand. Über seine gesamte Laufbahn hinweg veröffentlichte Crandall rund 250 Artikel, sowie vier Bücher. Darunter das 300.000 Worte umfassende Werk The management of wild mammals in captivity, mit dem er nach seiner Pensionierung begann und das 1964 erschien. Da der Bronx Zoo im Laufe der Zeit für seine gute Behandlung und die Langlebigkeit seiner Tiere bekannt wurde, wurde das Konzept rasch von anderen zoologischen Parks abgekupfert. Sein Werk trug schon bald den Spitznamen The zoo man’s bible. Während der Vorbereitung auf dieses Buch und kurz vor seiner schweren Erkrankung arbeitete Crandall noch fünf Tage in der Woche ehrenamtlich für den Zoo. Als emeritierter Generalkurator und späterer Berater des zoologischen Parks war er dabei weiterhin stark in den Vorgängen im Zoo involviert. Am 25. Juni 1969 starb Crandall, der als begeisterter Bridge-Spieler, Philatelist, Gärtner und Golfer galt, im Alter von 82 Jahren in Bronxville, New York. Zum Zeitpunkt seines Ablebens war Crandall in Doppelfunktion Schriftführer und Schatzmeister der American Committee for International Wild Life Protection (ACIWLP), ein Fellow der New York Zoological Society (NYZS) und der New York Academy of Sciences (NYAS). Darüber hinaus war er korrespondierendes Mitglied der Zoological Society of London (ZSL), sowie Ehrenmitglied der Zoological Society of San Diego (ZSSD), des American Institute of Park Executives (AIPE), der International Union of Directors of Zoological Gardens (IUDZG) und der Avicultural Society (AS). 1965 wurde ihm die Evefly Gold Medal der American Association of Zoological Parks and Aquariums (AAZPA) verliehen. Seine Witwe starb am 17. Juni 1970; fast exakt ein Jahr nach ihm. Beide wurden von der gemeinsamen Tochter Sylvia Dudley überlebt. Obgleich seiner engen Verbundenheit zu seiner Ehefrau, wirkte sich diese kaum auf seine professionelle Tätigkeit als Ornithologe aus.

## Publikationen (Auswahl)
- Lee S. Crandall: Pets: their history and care. Henry Holt & Co., New York 1917.
- Lee S. Crandall: Paradise quest. Charles Scribner’s Sons, New York 1931.
- Lee S. Crandall: The management of wild mammals in captivity. Univ. Chicago Press, Chicago 1964.
- Lee S. Crandall mit William Bridges: A zoo mans notebook. Univ. Chicago Press, Chicago 1966.